# Lasiacis
Lasiacis is een geslacht uit de grassenfamilie (Poaceae). De soorten van dit geslacht komen voor in Noord- en Zuid-Amerika. De botanische naam is afgeleid uit het Grieks: 'lasios' (λασιος) betekent 'wollig' en 'akis' (ακις) betekent 'punt'. Dit verwijst naar de puntige en wollige pluim van verschillende soorten.

## Soorten
De Catalogue of New World Grasses [14 april 2010] erkent de volgende soorten:
- Lasiacis anomala
- Lasiacis divaricata
- Lasiacis grisebachii
- Lasiacis ligulata
- Lasiacis linearis
- Lasiacis nigra
- Lasiacis oaxacensis
- Lasiacis procerrima
- Lasiacis rhizophora
- Lasiacis rugelii
- Lasiacis ruscifolia
- Lasiacis scabrior
- Lasiacis sloanei
- Lasiacis sorghoidea
- Lasiacis standleyi